# ZUTTOWAKAI
ZUTTOWAKAI（ずっとわかい）は、長崎県南島原市で展開されている放置空家を活用した介護予防のトレーニングジム・フィットネスクラブ。

## 概要
2018年に、晋遊舎などで美容関連ムックの出版編集をおこなっていた太田祥平が東京都渋谷区富ヶ谷で設立。 シニア向けの筋力トレーニング指導メニューの開発を始める。
2021年に、長崎県南島原市へ移転。2022年に空家を活用したシニア向け筋力トレーニングジムを開所。
2024年、プロバレーボールリーグ（SVリーグ） 群馬グリーンウイングス所属のプロバレーボール選手だった伊藤寿奈が専属トレーナーとして参画。

## 展開
すべてが、空家を活用したフィットネスクラブとなっている。
- 健康運動 ZUTTOWAKAI 加津佐道原
- 健康運動 ZUTTOWAKAI 口之津港町
- 健康運動 ZUTTOWAKAI 南有馬崎町